# Sibulaküla
Sibulaküla – poddzielnica (est. asum) Tallinna. Jej nazwa oznacza wieś cebulową i może pochodzić od kopuł pobliskiej cerkwi lub od licznych upraw cebuli na dawnych tutejszych poletkach.  
Należy do dzielnicy Kesklinn (Śródmieście). 
Położona jest między ulicami: Kentmanni, Rävala puiestee, Ants Lauteri oraz Liivalaia.
Pozostałe ulice poddzielnicy to: Kaupmehe, Lembitu oraz Vambola. Graniczy z poddzielnicami:  Tatari od południowego zachodu, Südalinn od północnego zachodu, Maakri od północnego wschodu oraz Veerenni i Keldrimäe od południowego wschodu. 
Na jej terenie znajdują się m.in. Ministerstwo Spraw Zagranicznych Republiki Estońskiej, kompleks hotelowy Olümpia wybudowany z okazji zawodów żeglarskich Igrzysk XXII Olimpiady, Ambasada Austrii  oraz Park Lembitu. 
W 2022 roku była zamieszkiwana przez 2205 osób.